# Jan Radlica
Jan Radlica herbu Korab (ur.? Radliczyce koło Kalisza zm. 12 stycznia 1392 roku w Krakowie) – przyrodnik, lekarz, od 1380 roku kanclerz koronny, od 5 lutego 1382 roku biskup krakowski.

## Życiorys
Studiował we Francji od 1361 roku w Paryżu, a następnie w Montpellier. Był magistrem medycyny i nauk wyzwolonych, a z teologii zdobył tytuł bakałarza. 
W 1374 roku mianowany kanonikiem krakowskim. Od 1376 roku zatrudniony na stanowisku lekarza nadwornego króla Ludwika Węgierskiego. Był członkiem ustanowionego przez króla 4-osobowego kolegium wielkorządców, działającego w imieniu króla podczas jego nieobecności w Polsce.   
W okresie bezkrólewia w latach 1382–1384 biskup Jan Radlica był zdecydowanym zwolennikiem polityki i rządów w Polsce Andegawenów oraz unii Polski i Litwy.  
Brał udział w fundacji klasztoru Paulinów na Jasnej Górze w Częstochowie w 1382 roku, a w 1390 wraz z królową Jadwigą Andegawenką fundował klasztor benedyktynów słowiańskich na Kleparzu w Krakowie.  W 1384 roku od królowej otrzymał według tradycji własnoręcznie przez nią wyhaftowany racjonał. Jest on zachowany do dziś i używany przez kolejnych biskupów krakowskich podczas najważniejszych uroczystości i nabożeństw.  
W 1383 roku wydał statuty dla kapituły krakowskiej będące uzupełnieniem wcześniej wydanych za biskupa Jana Grota w 1328 roku. Odnoszą się one do działalności kapituły, porządku nabożeństw, sposobu powoływania kanoników i wyboru biskupa, miejsc w stallach, ubioru, testamentów sporządzanych przez kanoników oraz do spraw czysto gospodarczych. 
Biskup Jan Radlica powiększył także dobra biskupów krakowskich o zamek i miasto Muszyna.  
Pochowany został w katedrze wawelskiej, jednak nie zachował się wzniesiony w XVI wieku staraniem prymasa Jana Łaskiego pamiątkowy nagrobek.